# Margaret Weir
Margaret Williams Weir (* ?; † Oktober 2015 in Australien) war eine Aborigine der Malera Bandjalang. Sie war die erste Aborigine-Person überhaupt, die in Australien einen akademischen Ausbildungsgang im Jahr 1959 an einer Universität abschloss.

## Frühes Leben
Margaret Weir wuchs in dem traditionellen Land der Bandjalan um Grafton im nördlichen New South Wales auf. Sie war das jüngste Kind in einer großen Familie und konnte lediglich die wenigen Möglichkeiten für einen Schulbesuch nutzen, die sich ihr zu ihrer Zeit anboten. Im Alter von 17 Jahren schrieb sie sich in die Casino High School ein.

## Ausbildung
Im Januar 1957 bot ihr die University of Queensland einen Studienplatz an und sie begann eine Bachelor-Ausbildung. Dieses Studienangebot für eine Aborigine führte zu öffentlicher Aufmerksamkeit. Nach einem Semester wechselte Margaret Weir zur University of Melbourne und schloss ihr Studium mit einem Diploma of Physical Education im Jahr 1959 ab. Sie war damit die erste Aborigine-Person, die ein Studium erfolgreich abschloss. Später promovierte sie.

## Bildungspolitikerin
Margaret Weir war bewusst, dass sie mit ihren Bildungsabschlüssen die Türen an Universitäten auch für andere Aborigines und für andere indigene Völker weltweit öffnete. Deshalb reiste sie zu Ausbildungseinrichtungen mit indigenen Schülern national und weltweit, sprach dort über die Notwendigkeit von Bildung und unterstützte indigene Bildungspolitik und Bildungsgänge. Sie beschäftigte sich an der Universität of Melbourne ihr Leben lang mit der Entwicklung von Studiengängen und Betreuung von indigenen Studenten.

## Erste Aborigines mit akademischen Titeln
- Erste Aborigines-Frau mit einem Bachelor war Margaret Valadian im Jahr 1966
- Erster Aborigines-Mann mit einem Bachelor war Charles Perkins im Jahr 1965